# Les Enfants de la rue Degrassi
Les Années collège
Les Enfants de la rue Degrassi est une série télévisée jeunesse canadienne en 26 épisodes de 25 minutes diffusée du 12 septembre 1979 au 5 janvier 1986 sur le réseau CBC. C'est le premier opus de la série Degrassi.
Au départ, il s'agit de quatre courts métrages diffusés annuellement : Ida Makes a Movie, Cookie Goes to the Hospital, Irene Moves In et Noel Buys a Suit qui étaient à l'origine diffusés en fin d'après-midi sur la CBC en 1979, 1980, 1981 et 1982. Puis CBC commande 5 épisodes par an jusqu'en 1986. Le programme a été acclamé pour sa description réaliste de la vie de ce groupe d'adolescents et de leurs tourments.
La série a employé plusieurs fois les mêmes acteurs, qui apparaîtront plus tard dans la série Degrassi (Les Années collège), comme Stacie Mistysyn, Neil Hope, Anais Granofsky, Sarah Charlesworth et d'autres. Cependant, leurs noms de personnage et leurs familles sont différents, donc on ne peut pas techniquement voir cette série comme un précurseur immédiat des saisons suivantes.
Cette série a été doublée au Québec et diffusée sur les ondes du Canal Famille dès le 5 mars 1990. Par contre, elle reste inédite ailleurs dans la francophonie.

## Synopsis
La série raconte la vie d'un groupe d'enfants vivant sur la rue Degrassi à Toronto au Canada.

## Distribution
- Ryan Anderson : Ryan
- Genevieve Appleton : Liz
- Danah-Jean Brown : Connie
- Christopher Charlesworth : Benjamin
- Sarah Charlesworth : Casey
- Peter Duckworth Pilkington III : Noel
- Nick Goddard : Chuck
- Anais Granofsky : Karen
- Stacey Halberstadt : Sophie
- Dawn Harrison : Catherine « Cookie »
- Neil Hope : Griff
- John Ioannou : Pete
- Nancy Lam : Irene
- Arlene Lott : Rachel
- Stacie Mistysyn : Lisa Canard
- Zoe Newman : Ida Lucas
- Matthew Roberts : Jeffrey
- Tanya Schmalfuss : Samantha
- Jamie Summerfield : Martin
- Tyson Talbot : Billy
- Dayo Ade : Bryant Lister « BLT » Thomas

## Épisodes
1. Ida Makes a Movie (1979)
2. Cookie Goes To The Hospital (1980)
3. Irene Moves In (1981)
4. Noel Buys a Suit (1982)
5. Lisa Makes the Headlines
6. Sophie Minds the Store
7. Casey Draws the Line
8. Pete Takes a Chance (1983)
9. Chuck Makes a Choice
10. Billy Breaks the Chain (1984)
11. Catharine Finds Her Balance
12. Benjamin Walks the Dog
13. Liz Sits the Schlegels
14. The Canards Move Out
15. Martin Meets the Pirates (1985)
16. Connie Goes to Court
17. Griff Makes a Date
18. Samantha Gets a Visitor
19. Rachel Runs for Office
20. Jeffrey Finds a Friend
21. Connie Makes a Catch
22. Karen Keeps Her Word
23. Ryan Runs for Help
24. Martin Hears the Music
25. Lisa Gets the Picture
26. Griff Gets a Hand (1986)